# Muellerizomus
Genre
Muellerizomus est un genre fossile de schizomides de la famille des Hubbardiidae.

## Répartition
Les espèces de ce genre ont été découvertes dans de l'ambre de Birmanie. Elles datent du Crétacé.

## Liste des espèces
Selon De Francesco Magnussen, Müller, Hammel, Kotthoff et Harms :
- Muellerizomus amandae De Francesco Magnussen & Müller, 2022
- Muellerizomus palicaudatus De Francesco Magnussen, 2022

## Systématique
Le genre Muellerizomus a été décrit en 2022 dans la famille des Hubbardiidae par Ilian De Francesco Magnussen (d) et Sandro Pascal Müller (d) dans une publication coécrite avec Jörg U. Hammel (d), Ulrich Kotthoff (d) et Danilo Harms (d).

### Étymologie
Ce genre est nommé en l'honneur de Patrick Müller, un collectionneur privé qui a fourni le spécimen étudié ainsi que beaucoup d'autres pour analyse.

### Publication originale
- (en) Ilian De Francesco Magnussen, Sandro P. Müller, Jörg U. Hammel, Ulrich Kotthoff et Danilo Harms, « Diversity of schizomids (Arachnida: Schizomida) revealed by new fossil genera and species from mid-Cretaceous Burmese amber with implications for a Gondwanan origin of the Burma Terrane », Zoological Journal of the Linnean Society, Linnean Society of London et OUP, vol. 196, no 2,‎ 24 mai 2022, p. 792-844 (ISSN 1096-3642 et 0024-4082, OCLC 01799617, DOI 10.1093/ZOOLINNEAN/ZLAC034, lire en ligne).